# Snedrivebusk
Snedrivebusk (Spiraea x cinerea) er en løvfældende busk med buet overhængende vækst. Blomsterne er hvide med en tung duft. 

## Beskrivelse
Barken er først lysebrun og fint håret. Senere bliver den stribet og opsprækkende i rødbrunt/lysebrunt. Når strimlerne fældes, kommer en rødbrun underbark med lyse barkporer til syne. Gammel bark er ret Ribes-agtig. Knopperne er spredte, forholdsvis store, knudeformede og brune (efterhånden med lysegrønne spidser). 
Bladene er lancetformede med hel rand og 2-3 tænder ved spidsen. Oversiden er grågrøn og mat, mens undersiden er lyst grågrøn og behåret. Blomsterne er samlet i små stande med hver 2-6 blomster langs den yderste ende af skuddene. Blomsten er hvid med en tung duft. Der dannes ikke modne frugter.
Rodnettet er tæt forgrenet og godt fordelt både i dybden og til siderne.
Højde x bredde og årlig tilvækst: 2 x 2 m (15 x 15 cm/år).

## Hjemsted
Krydsningen opstod spontant i Grefsheim Planteskole i Norge. Den har intet hjemsted, men begge forældre-arterne (S. cana og S. hypericifolia) hører hjemme i Sydøsteuropa, hvor de danner krat og skovbryn i fugtig, veldrænet jord.
| Portal | Portal:Botanik |